# Ceromya pudica
Ceromya pudica är en tvåvingeart som först beskrevs av Louis-Paul Mesnil 1954.  Ceromya pudica ingår i släktet Ceromya och familjen parasitflugor.
Artens utbredningsområde är Kongo. Inga underarter finns listade i Catalogue of Life.